# Hinterm Hohberg
Hinterm Hohberg, bis 1938 Äußerstmittelsohland, ist ein Gemeindeteil des Hauptortes der Gemeinde Sohland an der Spree im Landkreis Bautzen.

## Geographie

### Lage
Hinterm Hohberg erstreckt sich am südöstlichen Fuße des Hohberges (368 m) an der tschechischen Grenze in einem linken Seitental des Rosenbaches. Am westlichen und südlichen Ortsrand verläuft die Staatsstraße 116 von Sohland nach Schluckenau. Im Osten erhebt sich der Hornsberg (402 m), südlich der Jockelsberg (Rožanský vrch, 412 m) und südwestlich der Brandbusch (443 m).

### Nachbarorte
| Mittelsohland | Niedersohland, Äußerstniedersohland         | Karlsruhe, Hinterecke, Grünhut |
| Obersohland   | Kompassrose, die auf Nachbargemeinden zeigt | Neutaubenheim                  |
| Neue Welt †   | Rosenhain, Neudorf                          | Königshain                     |

### Straßen
Der Ortsteil besteht aus den Straßen Hohbergstraße, Rosenbachstraße, Buschmühlenweg und Schluckenauer Straße.

## Geschichte
Die erste urkundliche Erwähnung der am Rosenbach gelegenen Buschmühle erfolgte 1627. Die dicht an der böhmischen Grenze angelegte Mühle blieb noch über ein Jahrhundert das einzige Anwesen im Oberlausitzer Teil des Rosenbachtales. Von Wendisch-Sohland führte über Metzradts Hof und die Brückmühle eine Handelsstraße aus dem Spreetal entlang des Rosenbaches nach Böhmen. Westlich der Mühle waren in einem kleinen Seitental drei Teiche aufgestaut. Nach der Ablassung des Unteren oder Buschmühlteiches entstand auf dessen Teichstätte die Lange Wiese.
In der zweiten Hälfte des 18. Jahrhunderts ließ der Besitzer der Güter Ober- und Mittelsohland, Christoph August von der Sahla, über der Langen Wiese Baustellen zuweisen. Die auf den Fluren des Rittergutes Mittelsohland entstandene neue Ansiedlung wurde offiziell mit Äußerstmittelsohland bezeichnet. Mit dem sich anschließenden Äußerstniedersohland wurde sie als Äußerstsohland zusammengefasst, der Volksmund benannte die beiden Ortsteile als Hinterecke oder Am Hubbrch. Zu Beginn des 19. Jahrhunderts lagen auch der Bettelteich und der Mittelteich bereits trocken.  1832 gründeten K. und E. Hauptmann gegenüber dem Zollhaus eine mechanische Leinweberei, sie war die erste Textilfabrik in Sohland und verkaufte ihre Erzeugnisse erfolgreich auf der Frankfurter Messe.
Ab der Mitte des 19. Jahrhunderts bildete Äußerstmittelsohland einen Ortsteil der Gemeinde Mittelsohland und war auch dorthin eingepfarrt. In den 1850er Jahren wurde zwischen dem Hohberg und dem Brandbusch die neue Chaussee von Sohland nach Rosenhain anlegt und an der Grenze bei Äußerstmittelsohland ein Chausseehaus errichtet. Seit der 1877 erfolgten Fusion von Mittelsohland mit Wendischsohland, Obersohland und Niedersohland zur Gemeinde Sohland an der Spree, war Äußerstmittelsohland ein Ortsteil derselben.
1887 erwarb der Steinschleifer Ernst Hantusch die stillgelegte Buschmühle und baute sie zu einer Steinschleiferei um. 1897 entstand an der böhmischen Grenze ein neues Zollhaus. Im Staatsvertrag zwischen Österreich-Ungarn und Sachsen vom 27. November 1898 über Eisenbahnanschlüsse an der österreichisch-sächsischen Grenze wurde auch die Anlegung der von sächsischer Seite gewünschte Eisenbahnverbindung von Schluckenau nach Sohland mit einer Grenzstation in Äußerstmittelsohland vereinbart, jedoch ohne eine Konkretisierung zum Bauzeitpunkt; letztlich blieb es bei dieser Absichtserklärung, gebaut wurde die Strecke nicht.
Im Jahre 1900 stieß der Lohgerbermeister August Herberg beim Brunnengraben auf abbauwürdige kupferhaltige Magnet- und Nickelkiese. Ein Jahr später begannen Herberg und sein Nachbar, der Textilfabrikant Carl Hauptmann, zunächst jeder für sich, mit dem Abbau der Erze; wenig später schlossen sie sich zur Hauptmann, Herberg & Co. oHG zusammen, die zu dieser Zeit das einzige Erzbergbauunternehmen in der Oberlausitz war. Der Nickelerzbergbau am Hornsberg wurde zu Beginn des 20. Jahrhunderts grenzüberschreitend nach Rosenhain ausgedehnt und später von der Joachimsthaler Gewerkschaft übernommen. 1924 wurden das Bergwerk stillgelegt.
Neben den Nickelerzgruben bestanden mit der Leinen- und Baumwollweberei Hauptmann und den  E. Hantusch & Co. Granit- und Syenitwerke noch zwei weitere Unternehmen in dem kleinen Ort. 1938 erhielt Äußerstmittelsohland den neuen Namen Hinterm Hohberg und wurde mit Am Hohberg (zuvor Äußerstniedersohland) zu einem Ortsteil Hohberg zusammengeschlossen. Nach dem Ende des Zweiten Weltkrieges wurde der Grenzübergang zur Tschechoslowakei geschlossen. 1972 wurden sowohl die  E. Hantusch & Co. Granit- und Syenitwerke als auch die Ernst Hauptmann KG verstaatlicht. Die Steinschleiferei wurde 1990 als E. Hantusch GmbH reprivatisiert. Die drei Teiche in der langen Wiese wurden zum Ende des 20. Jahrhunderts als Naherholungsgebiet "Rosensee" wieder aufgestaut. 2004 wurde die Straße am Zollhaus wieder als PKW-Übergang geöffnet. Am 7. August 2010 schwoll der Rosenbach nach Starkregenfällen zu einem Jahrhunderthochwasser an und verwüstete insbesondere die Betriebsanlagen der Firma Hantusch. Zum 1. Januar 2011 wurde Hohberg als amtlicher Gemeindeteil von Sohland an der Spree gestrichen.

### Verwaltungszugehörigkeit
- 1777: Bautzener Kreis, 1843: Landgerichtsbezirk Bautzen, 1856: Gerichtsamt Schirgiswalde, 1875: Amtshauptmannschaft Bautzen, 1952: Kreis Bautzen, 1994: Landkreis Bautzen, 1. August 2008: Landkreis Bautzen.

## Ortsbild
Hinterm Hohberg ist eine Streusiedlung und erstreckt sich um den als Naherholungsgebiet und Angelgewässer dienenden Rosensee. Ansässig ist das Unternehmen Hantusch-Natursteine. Westlich des Ortes befindet sich an der Staatsstraße ein Bismarckdenkmal, die ursprüngliche Bronzeplatte mit dem Konterfei des Reichskanzlers wurde nach dem Zweiten Weltkrieg ausgehauen.